# Web Map Tile Service
Un Web Map Tile Service (WMTS) è un protocollo standard per fornire servizi di pubblicazione di mappe a tessere (map tiles) georiferite su Internet.

## Storia
L'Open Geospatial Consortium (OGC)  è stato coinvolto nello sviluppo di standard per pubblicazione di mappe nel web dopo la pubblicazione di un articolo nel 1997 di Allan Doyle, delineando un "WWW Mapping Framework".
Lo standard più vecchio e più popolare per la mappatura nel Web è il WMS. Lo standard WMS si concentra sulla flessibilità nella richiesta del client di ottenere esattamente l'immagine finale desiderata. Tuttavia, le proprietà di questo standard si sono rivelate difficili da implementare in situazioni in cui erano importanti i tempi di risposta brevi. Per la maggior parte dei servizi WMS non è raro richiedere 1 o più secondi sulla CPU del server geografico per produrre la mappa richiesta al volo. Nel caso di pressanti richieste in parallelo, un utilizzo così intenso della CPU non è funzionale. 
Per superare il problema di rendering al volo, gli sviluppatori di applicazioni hanno iniziato a utilizzare riquadri di mappe pre-renderizzati. 
Diversi schemi aperti e proprietari sono stati inventati per organizzare e indirizzare queste "mappe a tessere". Una precedente specifica per questo è il Tile Map Service (TMS). Più semplice di WMTS, è stato sviluppato dai membri dell'OSGeo è non supportato da un organismo ufficiale di standardizzazione.
Lo standard dell'OGC è stato invece pubblicato nel 2010.
Ad oggi è il più diffuso sistema di pubblicazione di mappe sul web; ad esempio, è usato da OpenStreetMap, Google Maps, Microsoft Bing Maps, ecc.

## Implementazione
I servizi WMTS si appoggia ad altre tecnologie standard quali l'architettura REST ed il protocollo SOAP, alle quali si accede dal client attraverso richieste codificate del tipo coppia chiave-valore (Key-Value Pairs o KVP), e messaggi XML.
Nelle richieste del client la sintassi del WMTS ha i seguenti valori tipici:
Capabilities
il server restituisce informazioni sui parametri e le potenzialità del servizio WMTS offerto
Tile
restituisce la mappa a tessere (map tile)
FeatureInfo
restituisce l'informazione alfanumerica sulla posizione geografica della mappa
Legend
restituisce l'immagine della legenda della mappa